# Parlamentswahl in der Republik Moldau 2021
- BECS: 32
- PȘ: 6
- PAS: 63

Die Wahl zum Parlament der Republik Moldau fand am 11. Juli 2021 statt.

## Wahlrecht
2019 hat die neue regierende Koalition zwischen der Partei der Sozialisten und dem politischen Bündnis ACUM (Jetzt) das Wahlrecht verändert. Es werden alle 101 Abgeordneten des Ein-Kammer-Parlaments beim proportionalen Wahlsystem gewählt und das ganze Land bildete dabei einen einzigen Wahlkreis.
Um im Parlament einzutreten, musste eine Partei mindestens 5 % der Stimmen erhalten, ein Wahlbündnis aus zwei oder mehreren Parteien 7 % und unabhängige Kandidaten 2 %.

## Ausgangslage
Bei der Wahl im Februar 2019 wurde die pro-russische PSRM stärkste Kraft, jedoch verfügten die pro-europäischen Parteien bzw. Wahlbündnisse PDM und ACUM (PAS-PPDA) über eine Mehrheit. Die Regierungsbildung gestaltete sich als schwierig, da ACUM vor der Wahl eine Koalition mit der regierenden PDM des Oligarchen Vladimir Plahotniuc ausgeschlossen hatte, dessen Regime der organisierten Kriminalität zuzuordnen war. Am 8. Juni 2019 kam eine Koalition von PSRM und ACUM unter Ministerpräsidentin Maia Sandu (PAS) zustande.
Das Verfassungsgericht urteilte jedoch, dass die Drei-Monate-Frist zur Regierungsbildung 90 Tage nach der Validierung des Wahlergebnisses (9. März), also am 7. Juni, abgelaufen sei. Es suspendierte am 9. Juni 2019 den PSRM-nahen Präsidenten der Republik Moldau Igor Dodon von seinem Amt, da er die Regierung vereidigt hatte und sich geweigert hatte, das Parlament aufzulösen, und ernannte Pavel Filip, den Parteichef der oppositionellen PDM, zum Präsidenten ad interim. Dieser löste das Parlament auf und setzte für den 6. September Neuwahlen an.
Die Verfassungskrise wurde am 15. Juni aufgelöst, nachdem das Verfassungsgericht seine Urteile rückgängig gemacht und die PDM nach einem Treffen mit dem US-Botschafter ihren Machtanspruch aufgegeben hatte. Zuvor hatten auch mehrere EU-Staaten die Regierung Sandu anerkannt. Plahotniuc verließ am selben Tag das Land.
Nach nur wenigen Monaten beendete die PSRM die Koalition und stürzte Sandu am 12. November 2019 per Misstrauensvotum. Das am 14. November vereidigte Kabinett unter dem parteilosen Ministerpräsidenten Ion Chicu stützte sich auf die Stimmen der PSRM und PDM und wurde faktisch von Dodon geführt. Im März 2020, zu Beginn der COVID-19-Pandemie, wurde die Koalition formalisiert, jedoch hatte sich der Plahotniuc-treue Teil der PDM-Fraktion abgespalten (Fraktion Pro Moldova), weshalb die Koalition nur über eine Ein-Stimmen-Mehrheit verfügte, die sie im Juni verlor. Die PDM verließ am 7. November 2020 die Regierung, wenige Tage nach der ersten Runde der Präsidentschaftswahl 2020. Maia Sandu (PAS) gewann die Stichwahl am 15. November 2020 gegen den Amtsinhaber Igor Dodon.
Die von Chicu geführte Minderheitsregierung konnte sich fortan auf die Stimmen der Șor-Partei des flüchtigen Oligarchen Ilan Șor und von Vladimir Plahotniuc kontrollierten Ex-Pro-Moldova-Abgeordneten stützen. Auf Druck von Sandu und der PAS erklärte Chicu am 23. Dezember 2020 wenige Stunden vor einer Abstimmung über die Vertrauensfrage und einen Tag vor der Amtseinführung Sandus seinen Rücktritt, um rasche Neuwahlen zu ermöglichen. Gemäß der Verfassung kann Sandu das Parlament auflösen und Neuwahlen anordnen, wenn das Parlament innerhalb von 45 Tagen zweimal ihren Vorschlag für das Amt des Ministerpräsidenten ablehnt.
Sandu nominierte daher am 27. Januar 2021 Natalia Gavrilița für das Ministerpräsidentenamt, wobei ihre eigene Partei (PAS) erklärte, gegen sie stimmen zu wollen, um Neuwahlen zu erreichen. Am 11. Februar 2021 erhielt Gavrilița im Parlament keine einzige Stimme. Am selben Tag erhielt Sandu eine Unterstützungserklärung für Mariana Durleșteanu, die von einer Mehrheit von 54 Abgeordneten (PSRM, ȘOR, Pro Moldova, Parteilose) unterschrieben war, die eine Neuwahl verhindern wollten.
Zudem erklärten die beteiligten Parteien, dass sie zu einer Koalitionsübereinkunft gekommen waren. Obwohl Sandu verfassungsgemäß dazu verpflichtet wäre, eine Kandidatin mit parlamentarischer Mehrheit vorzuschlagen, nominierte sie ebenfalls am selben Abend erneut Gavrilița als Ministerpräsidentin mit dem Verweis auf den Vorwurf, dass mehrere Unterstützer Durleșteanus bedroht oder bestochen worden seien. Die PSRM legte beim Verfassungsgericht Berufung ein.
Das Verfassungsgericht entschied am 15. April 2021 für die Auflösung des Parlaments.
| Sitzverteilung nach der Wahl 2019Insgesamt 101 Sitze - PSRM: 35 - Unabh.: 3 - PDM: 30 - ACUM: 26 - PȘ: 7 | Zusammensetzung im April 2021Insgesamt 101 Sitze - PSRM: 37 - Unabh.: 11 - PDM: 11 - Pro Moldova: 7 - PAS: 15 - PPDA: 11 - PȘ: 9 |

## Parteien und Kandidaten

### Vor der Wahl im Parlament vertretene Parteien
| Partei/Bündnis | Partei/Bündnis | Partei/Bündnis | Vorsitzender               | Politische Ausrichtung                                                  | Europäische Partei | Bemerkungen                                              |
| -------------- | -------------- | --- | -------------------------- | ----------------------------------------------------------------------- | ------------------ | -------------------------------------------------------- |
|                |                | Blocul electoral al Comuniștilor și Socialiștilor (BeCS) Wahlblock der Kommunisten und Sozialisten Partidul Socialiștilor din Republica Moldova, Partidul Comuniștilor din Republica Moldova | Igor Dodon                 | Demokratischer Sozialismus, Linksnationalismus, Kommunismus, EU-Skepsis | EL (PCRM)          |                                                          |
|                |                | Partidul Acțiune și Solidaritate (PAS) Partei der Aktion und Solidarität | Igor Grosu (kommissarisch) | Liberalismus, Pro-Europäismus                                           | EVP (Beobachter)   | 2019 im Wahlbündnis ACUM Platforma DA și PAS angetreten. |
|                |                | Partidul Democrat din Moldova (PDM) Demokratische Partei Moldaus | Pavel Filip                | Sozialdemokratie, Pro-Europäismus                                       | SPE (assoziiert)   |                                                          |
|                |                | Partidul Platforma Demnitate și Adevăr (PPDA) Partei „Plattform Würde und Wahrheit“ | Andrei Năstase             | Sozialliberalismus, Pro-Europäismus                                     | EVP (Beobachter)   | 2019 im Wahlbündnis ACUM Platforma DA și PAS angetreten. |
|                |                | Partidul ȘOR (PȘ) ȘOR-Partei | Ilan Șor                   | Nationalkonservatismus, Protektionismus, EU-Skepsis                     | EKR                |                                                          |

### Vor der Wahl nicht im Parlament vertreten
Die folgenden Parteien sind derzeit nicht im Nationalrat vertreten, werden in den aktuellen Umfragen aber regelmäßig nahe oder über fünf Prozent der Stimmen gesehen:
| Partei/Bündnis | Partei/Bündnis | Partei/Bündnis | Vorsitzender  | Politische Ausrichtung     | Europäische Partei |
| -------------- | -------------- | --- | ------------- | -------------------------- | ------------------ |
|                |                | Blocul electoral „Renato Usatîi“ (BERU) Wahlblock "Renato Usatîi" Partidul Nostru, Partidul Patria                                                   | Renato Usatîi | Konservatismus, EU-Skepsis | —                  |
|                |                | Alianța pentru Unirea Românilor (AUR) Allianz für die Vereinigung der Rumänen Partidul Liberal, Uniunea Salvați Basarabia, Partidul Popular Românesc | Vlad Bilețchi | Konservatismus, Unionismus | ALDE (PL)          |

## Umfragen

### Aktuelle Umfragen

#### Seit Mai 2021
| Institut  | Befragungszeitraum    | BeCS   | PAS    | PPDA   | PDM    | PȘ     | PN    | AUR   | Sonst. |
| --------- | --------------------- | ------ | ------ | ------ | ------ | ------ | ----- | ----- | ------ |
| ASDM      | 21. Jun.–2. Jul. 2021 | 37,1 % | 37,4 % | 5,4 %  | 1,3 %  | 6,8 %  | 5,5 % | 1,9 % | 5,5 %  |
| BOP       | Juni 2021             | 32,5 % | 43,5 % | 3,5 %  | 1,7 %  | 7,8 %  | 5,9 % | 1,7 % | 3,2 %  |
| CBS-AXA   | 20.–30. Jun 2021      | 30,5 % | 50,9 % | 2,5 %  | 1,0 %  | 6,9 %  | 5,2 % | 0,7 % | 2,3 %  |
| ASDM      | 10.–20. Jun 2021      | 36,7 % | 38,5 % | 4,4 %  | 1,4 %  | 6,9 %  | 5,2 % | 1,1 % | 5,8 %  |
| CBS-AXA   | 12.–19. Jun 2021      | 28,0 % | 49,8 % | 1,9 %  | 1,0 %  | 4,7 %  | 6,3 % | 1,7 % | 8,5 %  |
| CBS-AXA   | 2.–8. Jun 2021        | 32,5 % | 50,5 % | 2,0 %  | 0,8 %  | 5,1 %  | 5,0 % | 0,9 % | 3,2 %  |
| ASDM      | 24. Mai–5 Jun 2021    | 36,1 % | 36,5 % | 4,4 %  | 2,2 %  | 7,3 %  | 4,8 % | 1,2 % | 7,5 %  |
| RDI       | 21.–28. Mai 2021      | 35,4 % | 37,6 % | 3,8 %  | 2,3 %  | 8,7 %  | 4,2 % | 3,1 % | 2,3 %  |
| iData     | Mai 2021              | 33,4 % | 39,1 % | 3,5 %  | 1,2 %  | 10,1 % | 4,9 % | 4,8 % | 3,0 %  |
| ASDM      | Mai 2021              | 35,8 % | 37,0 % | 3,3 %  | 2,5 %  | 7,6 %  | 4,4 % | 0,6 % | 7,7 %  |
| TZSZSPP   | 10.–15. Mai 2021      | 38,3 % | 44,1 % | 44,1 % | 1,1 %  | 9,7 %  | 3,6 % | —     | 4,0 %  |
| Wahl 2019 | 24. Feb 2019          | 34,9 % | 26,9 % | 26,9 % | 23,6 % | 8,3 %  | 3,2 % | 1,3 % | 1,9 %  |

#### November 2020 – April 2021
| Institut  | Befragungszeitraum   | PSRM   | PAS    | PPDA   | PDM    | PȘ     | PCRM  | PN     | Sonst. |
| --------- | -------------------- | ------ | ------ | ------ | ------ | ------ | ----- | ------ | ------ |
| ASDM      | 8.–20. Apr 2021      | 37,6 % | 39,7 % | 3,2 %  | —      | 10,0 % | 1,8 % | 3,7 %  | 3,9 %  |
| iData     | 20.–31. Mar 2021     | 33,9 % | 41,3 % | 4,3 %  | 1,2 %  | 9,2 %  | 2,2 % | 4,9 %  | 3,0 %  |
| IMAS      | 9–23 Mar 2021        | 32,7 % | 42,5 % | 2,0 %  | 2,7 %  | 7,1 %  | 4,8 % | 4,3 %  | 3,9 %  |
| IRI       | 9. Feb–16. Mar 2021  | 24 %   | 42 %   | 6 %    | 3 %    | 6 %    | 4 %   | 8 %    | 6 %    |
| iData     | 19.–27. Feb 2021     | 32,7 % | 43,1 % | 5,2 %  | 0,7 %  | 10,0 % | 1,4 % | 3,3 %  | 3,7 %  |
| ASDM      | 12.–20. Feb 2021     | 32,7 % | 36,0 % | 4,2 %  | 2,4 %  | 9,7 %  | 3,9 % | 7,4 %  | 3,5 %  |
| Intellect | 9.–16. Feb 2021      | 31,8 % | 35,4 % | 3,4 %  | 5,4 %  | 8,9 %  | 2,5 % | 9,9 %  | 2,7 %  |
| BOP       | 28. Jan–14. Feb 2021 | 26,6 % | 48,6 % | 2,8 %  | 0,8 %  | 8,7 %  | 3,3 % | 6,2 %  | 3,0 %  |
| iData     | 15.–31. Jan 2021     | 32,8 % | 38,0 % | 4,9 %  | 0,9 %  | 10,8 % | 3,3 % | 5,0 %  | 4,3 %  |
| ASDM      | 8.–23. Jan 2021      | 33,2 % | 33,9 % | 4,4 %  | 1,1 %  | 12,9 % | 2,9 % | 7,5 %  | 4,0 %  |
| iData     | 11.–14. Dez 2020     | 32,8 % | 37,4 % | 2,0 %  | 0,5 %  | 13,3 % | 3,2 % | 8,0 %  | 2,7 %  |
| iData     | 4.–7. Nov 2020       | 35,7 % | 32,1 % | 2,0 %  | 1,9 %  | 10,0 % | 1,7 % | 12,2 % | 4,4 %  |
| ASDM      | 2.–7. Nov 2020       | 41,5 % | 23,1 % | 6,0 %  | 3,3 %  | 10,7 % | 2,2 % | 10,4 % | 2,7 %  |
| Wahl 2019 | 24. Feb 2019         | 31,2 % | 26,9 % | 26,9 % | 23,6 % | 8,3 %  | 3,8 % | 3,0 %  | 3,4 %  |

### Ältere Umfragen
| \| Institut \| Befragungszeitraum \| PSRM \| PAS \| PPDA \| PDM \| PȘ \| PCRM \| PN \| Sonst. \| \| ----------------- \| ------------------ \| ------ \| ------ \| ------ \| ------ \| ------ \| ----- \| ------ \| ------ \| \| FOP[38] \| 17.–24. Okt 2020 \| 41,7 % \| 33,0 % \| 7,3 % \| 0,6 % \| 5,5 % \| 0,3 % \| 9,3 % \| 2,3 % \| \| iData[39] \| 14.–24. Okt 2020 \| 34,8 % \| 27,9 % \| 4,6 % \| 1,5 % \| 12,7 % \| 1,9 % \| 12,6 % \| 3,9 % \| \| ASDM[40] \| 11.–20. Okt 2020 \| 40,9 % \| 22,8 % \| 6,8 % \| 3,1 % \| 11,3 % \| 2,0 % \| 10,2 % \| 2,8 % \| \| BOP[41] \| 8.–20. Okt 2020 \| 35,0 % \| 29,6 % \| 2,7 % \| 1,0 % \| 9,7 % \| 1,3 % \| 16,1 % \| 4,7 % \| \| CBS-AXA[42] \| 10.–17. Okt 2020 \| 34,0 % \| 31,2 % \| 2,6 % \| 1,7 % \| 6,3 % \| 1,8 % \| 10,3 % \| 12,0 % \| \| Intellect[43] \| 2.–9. Okt 2020 \| 39,9 % \| 24,5 % \| 5,3 % \| 3,3 % \| 11,9 % \| 2,7 % \| 9,9 % \| 2,5 % \| \| ASDM[44] \| 26.–8. Okt 2020 \| 39,7 % \| 22,3 % \| 6,1 % \| 3,8 % \| 10,8 % \| 2,3 % \| 10,4 % \| 4,3 % \| \| iData[45] \| 30.–5. Okt 2020 \| 35,2 % \| 28,2 % \| 4,8 % \| 2,8 % \| 11,8 % \| 1,9 % \| 11,6 % \| 3,7 % \| \| ASDM[46] \| 6.–22. Sep 2020 \| 37,6 % \| 22,5 % \| 7,7 % \| 4,7 % \| 10,4 % \| 3,0 % \| 10,0 % \| 4,1 % \| \| Intellect[47] \| 24.–2. Sep 2020 \| 35,5 % \| 24,0 % \| 2,5 % \| 2,1 % \| 13,0 % \| 4,8 % \| 11,0 % \| 7,1 % \| \| iData[48] \| 25.–27. Aug 2020 \| 37,1 % \| 26,3 % \| 4,7 % \| 2,1 % \| 10,3 % \| 4,8 % \| 9,8 % \| 5,1 % \| \| IRI[49] \| 16.–23. Aug 2020 \| 29 % \| 28 % \| 5 % \| 5 % \| 10 % \| 5 % \| 7 % \| 10 % \| \| ASDM[50] \| 5.–20. Aug 2020 \| 39,3 % \| 26,8 % \| 4,9 % \| 5,2 % \| 8,4 % \| 4,3 % \| 6,9 % \| 4,0 % \| \| Intellect[51] \| 23.–27. Jul 2020 \| 30,4 % \| 22,6 % \| 4,4 % \| 3,9 % \| 13,4 % \| 7,2 % \| 10,1 % \| 8,1 % \| \| iData[52] \| 23.–26. Jul 2020 \| 36,9 % \| 30,5 % \| 5,4 % \| 5,3 % \| 8,5 % \| 2,7 % \| 4,8 % \| 5,9 % \| \| ASDM[53] \| 14.–24. Jul 2020 \| 43,5 % \| 27,9 % \| 4,2 % \| 5,0 % \| 6,5 % \| 3,6 % \| 5,6 % \| 3,7 % \| \| Intellect[54] \| 2.–9. Jul 2020 \| 33,9 % \| 27,8 % \| 5,5 % \| 3,6 % \| 11,0 % \| 7,1 % \| 10,1 % \| 1,2 % \| \| iData[55] \| 20.–4. Jul 2020 \| 35,3 % \| 30,4 % \| 8,3 % \| 3,8 % \| 9,3 % \| 2,2 % \| 5,8 % \| 4,8 % \| \| ASDM[56] \| 20.–27. Jun 2020 \| 48,7 % \| 26,9 % \| 7,0 % \| 3,9 % \| 2,3 % \| 2,0 % \| 6,1 % \| 1,8 % \| \| IMAS[57] \| 14.–27. Jun 2020 \| 35,7 % \| 25,6 % \| 3,6 % \| 4,7 % \| 11,6 % \| 5,6 % \| 7,7 % \| 5,5 % \| \| BOP[58] \| 13.–23. Jun 2020 \| 34,0 % \| 33,9 % \| 3,8 % \| 5,2 % \| 7,4 % \| 4,9 % \| 5,4 % \| 5,4 % \| \| FOP[59][60] \| 23.–31. Mai 2020 \| 46,3 % \| 30,9 % \| 7,5 % \| 3,0 % \| 3,1 % \| 1,7 % \| 4,6 % \| 2,7 % \| \| CBS-AXA[61] \| 5.–11. Mai 2020 \| 29,8 % \| 29,1 % \| 6,1 % \| 11,4 % \| 2,9 % \| 5,3 % \| 6,1 % \| 9,2 % \| \| ASDM[62] \| 1.–7. Mai 2020 \| 48,6 % \| 21,9 % \| 7,4 % \| 8,7 % \| 2,1 % \| 2,6 % \| 4,4 % \| 1,7 % \| \| iData[63] \| 26.–4. Mai 2020 \| 48,1 % \| 22,7 % \| 6,8 % \| 8,2 % \| 3,7 % \| 3,3 % \| 6,8 % \| 6,2 % \| \| CBS-AXA[64] \| 31.–12. Apr 2020 \| 41,6 % \| 21,2 % \| 5,0 % \| 7,8 % \| 4,5 % \| 6,8 % \| 2,8 % \| 9,6 % \| \| iData[65] \| 30.–4. Apr 2020 \| 50,3 % \| 21,3 % \| 9,3 % \| 8,7 % \| 1,8 % \| 3,9 % \| 2,1 % \| 2,5 % \| \| iData[66] \| 13.–15. Mär 2020 \| 43,9 % \| 27,6 % \| 10,0 % \| 4,1 % \| 3,3 % \| 7,2 % \| 1,2 % \| 2,7 % \| \| FOP[67] \| 22.–7. Mär 2020 \| 47,6 % \| 28,7 % \| 6,3 % \| 4,7 % \| 3,9 % \| 2,0 % \| 3,4 % \| 3,4 % \| \| IMAS[68] \| 7.–19. Feb 2020 \| 42,1 % \| 27,9 % \| 2,0 % \| 9,3 % \| 6,0 % \| 5,4 % \| 2,7 % \| 4,2 % \| \| ASDM[69] \| 10.–16. Feb 2020 \| 45,1 % \| 19,7 % \| 5,6 % \| 11,8 % \| 4,2 % \| 4,7 % \| 3,7 % \| 2,0 % \| \| Intellect[70][71] \| 16.–23. Jan 2020 \| 40,6 % \| 27,9 % \| 4,1 % \| 10,7 % \| 4,8 % \| 3,4 % \| 3,5 % \| 5,0 % \| \| ASDM[72] \| 2.–13. Jan 2020 \| 44,0 % \| 21,4 % \| 6,3 % \| 10,0 % \| 4,8 % \| 5,8 % \| 3,0 % \| 4,7 % \| \| BOP[73] \| 7.–23. Dez 2019 \| 40,3 % \| 25,5 % \| 4,8 % \| 10,8 % \| 4,2 % \| 4,2 % \| 3,6 % \| 7,3 % \| \| IMAS[74] \| 2.–14. Dez 2019 \| 38,3 % \| 27,0 % \| 2,0 % \| 13,5 % \| 5,0 % \| 6,0 % \| 4,5 % \| 3,6 % \| \| IRI[75] \| 16.–8. Dez 2019 \| 38 % \| 27 % \| 4 % \| 13 % \| 5 % \| 4 % \| 4 % \| 5 % \| \| FOP[76] \| 23.–30. Nov 2019 \| 48,0 % \| 30,0 % \| 6,4 % \| 7,0 % \| 1,9 % \| 2,6 % \| 3,0 % \| 1,1 % \| \| IMAS[77] \| 7.–22. Sep 2019 \| 43,7 % \| 25,1 % \| 4,3 % \| 11,4 % \| 5,3 % \| 4,9 % \| — \| 5,3 % \| \| ASDM[78] \| 11.–20. Sep 2019 \| 42,9 % \| 22,6 % \| 10,0 % \| 9,4 % \| 3,0 % \| 3,6 % \| 4,5 % \| — \| \| CBS-AXA[79][80] \| 2.–14. Aug 2019 \| 41,9 % \| 27,3 % \| 8,7 % \| 6,7 % \| 4,6 % \| 3,7 % \| 3,0 % \| 4,3 % \| \| iData[81] \| 17.–28. Jul 2019 \| 41,9 % \| 29,3 % \| 8,2 % \| 8,1 % \| 3,0 % \| 3,4 % \| 1,6 % \| 4,5 % \| \| ASDM[82] \| 11.–22. Jun 2019 \| 44,7 % \| 34,1 % \| 34,1 % \| 7,6 % \| 5,0 % \| 3,3 % \| 2,3 % \| 1,0 % \| \| iData[83] \| 12.–13. Jun 2019 \| 39,8 % \| 32,7 % \| 32,7 % \| 11,3 % \| 6,3 % \| 2,8 % \| 1,7 % \| 5,4 % \| \| ASDM[84] \| 1.–10. Mai 2019 \| 38,4 % \| 23,5 % \| 23,5 % \| 23,8 % \| 5,8 % \| 3,1 % \| 1,8 % \| 1,1 % \| \| IMAS[85] \| 17.–5. Apr 2019 \| 34,8 % \| 27,1 % \| 27,1 % \| 26,8 % \| 6,1 % \| 2,7 % \| 1,3 % \| 1,3 % \| \| Wahl 2019 \| 24. Feb 2019 \| 31,2 % \| 26,9 % \| 26,9 % \| 23,6 % \| 8,3 % \| 3,8 % \| 3,0 % \| 3,4 % \| |                    |        |        |        |        |        |       |        |        |
| Institut | Befragungszeitraum | PSRM   | PAS    | PPDA   | PDM    | PȘ     | PCRM  | PN     | Sonst. |
| FOP | 17.–24. Okt 2020   | 41,7 % | 33,0 % | 7,3 %  | 0,6 %  | 5,5 %  | 0,3 % | 9,3 %  | 2,3 %  |
| iData | 14.–24. Okt 2020   | 34,8 % | 27,9 % | 4,6 %  | 1,5 %  | 12,7 % | 1,9 % | 12,6 % | 3,9 %  |
| ASDM | 11.–20. Okt 2020   | 40,9 % | 22,8 % | 6,8 %  | 3,1 %  | 11,3 % | 2,0 % | 10,2 % | 2,8 %  |
| BOP | 8.–20. Okt 2020    | 35,0 % | 29,6 % | 2,7 %  | 1,0 %  | 9,7 %  | 1,3 % | 16,1 % | 4,7 %  |
| CBS-AXA | 10.–17. Okt 2020   | 34,0 % | 31,2 % | 2,6 %  | 1,7 %  | 6,3 %  | 1,8 % | 10,3 % | 12,0 % |
| Intellect | 2.–9. Okt 2020     | 39,9 % | 24,5 % | 5,3 %  | 3,3 %  | 11,9 % | 2,7 % | 9,9 %  | 2,5 %  |
| ASDM | 26.–8. Okt 2020    | 39,7 % | 22,3 % | 6,1 %  | 3,8 %  | 10,8 % | 2,3 % | 10,4 % | 4,3 %  |
| iData | 30.–5. Okt 2020    | 35,2 % | 28,2 % | 4,8 %  | 2,8 %  | 11,8 % | 1,9 % | 11,6 % | 3,7 %  |
| ASDM | 6.–22. Sep 2020    | 37,6 % | 22,5 % | 7,7 %  | 4,7 %  | 10,4 % | 3,0 % | 10,0 % | 4,1 %  |
| Intellect | 24.–2. Sep 2020    | 35,5 % | 24,0 % | 2,5 %  | 2,1 %  | 13,0 % | 4,8 % | 11,0 % | 7,1 %  |
| iData | 25.–27. Aug 2020   | 37,1 % | 26,3 % | 4,7 %  | 2,1 %  | 10,3 % | 4,8 % | 9,8 %  | 5,1 %  |
| IRI | 16.–23. Aug 2020   | 29 %   | 28 %   | 5 %    | 5 %    | 10 %   | 5 %   | 7 %    | 10 %   |
| ASDM | 5.–20. Aug 2020    | 39,3 % | 26,8 % | 4,9 %  | 5,2 %  | 8,4 %  | 4,3 % | 6,9 %  | 4,0 %  |
| Intellect | 23.–27. Jul 2020   | 30,4 % | 22,6 % | 4,4 %  | 3,9 %  | 13,4 % | 7,2 % | 10,1 % | 8,1 %  |
| iData | 23.–26. Jul 2020   | 36,9 % | 30,5 % | 5,4 %  | 5,3 %  | 8,5 %  | 2,7 % | 4,8 %  | 5,9 %  |
| ASDM | 14.–24. Jul 2020   | 43,5 % | 27,9 % | 4,2 %  | 5,0 %  | 6,5 %  | 3,6 % | 5,6 %  | 3,7 %  |
| Intellect | 2.–9. Jul 2020     | 33,9 % | 27,8 % | 5,5 %  | 3,6 %  | 11,0 % | 7,1 % | 10,1 % | 1,2 %  |
| iData | 20.–4. Jul 2020    | 35,3 % | 30,4 % | 8,3 %  | 3,8 %  | 9,3 %  | 2,2 % | 5,8 %  | 4,8 %  |
| ASDM | 20.–27. Jun 2020   | 48,7 % | 26,9 % | 7,0 %  | 3,9 %  | 2,3 %  | 2,0 % | 6,1 %  | 1,8 %  |
| IMAS | 14.–27. Jun 2020   | 35,7 % | 25,6 % | 3,6 %  | 4,7 %  | 11,6 % | 5,6 % | 7,7 %  | 5,5 %  |
| BOP | 13.–23. Jun 2020   | 34,0 % | 33,9 % | 3,8 %  | 5,2 %  | 7,4 %  | 4,9 % | 5,4 %  | 5,4 %  |
| FOP | 23.–31. Mai 2020   | 46,3 % | 30,9 % | 7,5 %  | 3,0 %  | 3,1 %  | 1,7 % | 4,6 %  | 2,7 %  |
| CBS-AXA | 5.–11. Mai 2020    | 29,8 % | 29,1 % | 6,1 %  | 11,4 % | 2,9 %  | 5,3 % | 6,1 %  | 9,2 %  |
| ASDM | 1.–7. Mai 2020     | 48,6 % | 21,9 % | 7,4 %  | 8,7 %  | 2,1 %  | 2,6 % | 4,4 %  | 1,7 %  |
| iData | 26.–4. Mai 2020    | 48,1 % | 22,7 % | 6,8 %  | 8,2 %  | 3,7 %  | 3,3 % | 6,8 %  | 6,2 %  |
| CBS-AXA | 31.–12. Apr 2020   | 41,6 % | 21,2 % | 5,0 %  | 7,8 %  | 4,5 %  | 6,8 % | 2,8 %  | 9,6 %  |
| iData | 30.–4. Apr 2020    | 50,3 % | 21,3 % | 9,3 %  | 8,7 %  | 1,8 %  | 3,9 % | 2,1 %  | 2,5 %  |
| iData | 13.–15. Mär 2020   | 43,9 % | 27,6 % | 10,0 % | 4,1 %  | 3,3 %  | 7,2 % | 1,2 %  | 2,7 %  |
| FOP | 22.–7. Mär 2020    | 47,6 % | 28,7 % | 6,3 %  | 4,7 %  | 3,9 %  | 2,0 % | 3,4 %  | 3,4 %  |
| IMAS | 7.–19. Feb 2020    | 42,1 % | 27,9 % | 2,0 %  | 9,3 %  | 6,0 %  | 5,4 % | 2,7 %  | 4,2 %  |
| ASDM | 10.–16. Feb 2020   | 45,1 % | 19,7 % | 5,6 %  | 11,8 % | 4,2 %  | 4,7 % | 3,7 %  | 2,0 %  |
| Intellect | 16.–23. Jan 2020   | 40,6 % | 27,9 % | 4,1 %  | 10,7 % | 4,8 %  | 3,4 % | 3,5 %  | 5,0 %  |
| ASDM | 2.–13. Jan 2020    | 44,0 % | 21,4 % | 6,3 %  | 10,0 % | 4,8 %  | 5,8 % | 3,0 %  | 4,7 %  |
| BOP | 7.–23. Dez 2019    | 40,3 % | 25,5 % | 4,8 %  | 10,8 % | 4,2 %  | 4,2 % | 3,6 %  | 7,3 %  |
| IMAS | 2.–14. Dez 2019    | 38,3 % | 27,0 % | 2,0 %  | 13,5 % | 5,0 %  | 6,0 % | 4,5 %  | 3,6 %  |
| IRI | 16.–8. Dez 2019    | 38 %   | 27 %   | 4 %    | 13 %   | 5 %    | 4 %   | 4 %    | 5 %    |
| FOP | 23.–30. Nov 2019   | 48,0 % | 30,0 % | 6,4 %  | 7,0 %  | 1,9 %  | 2,6 % | 3,0 %  | 1,1 %  |
| IMAS | 7.–22. Sep 2019    | 43,7 % | 25,1 % | 4,3 %  | 11,4 % | 5,3 %  | 4,9 % | —      | 5,3 %  |
| ASDM | 11.–20. Sep 2019   | 42,9 % | 22,6 % | 10,0 % | 9,4 %  | 3,0 %  | 3,6 % | 4,5 %  | —      |
| CBS-AXA | 2.–14. Aug 2019    | 41,9 % | 27,3 % | 8,7 %  | 6,7 %  | 4,6 %  | 3,7 % | 3,0 %  | 4,3 %  |
| iData | 17.–28. Jul 2019   | 41,9 % | 29,3 % | 8,2 %  | 8,1 %  | 3,0 %  | 3,4 % | 1,6 %  | 4,5 %  |
| ASDM | 11.–22. Jun 2019   | 44,7 % | 34,1 % | 34,1 % | 7,6 %  | 5,0 %  | 3,3 % | 2,3 %  | 1,0 %  |
| iData | 12.–13. Jun 2019   | 39,8 % | 32,7 % | 32,7 % | 11,3 % | 6,3 %  | 2,8 % | 1,7 %  | 5,4 %  |
| ASDM | 1.–10. Mai 2019    | 38,4 % | 23,5 % | 23,5 % | 23,8 % | 5,8 %  | 3,1 % | 1,8 %  | 1,1 %  |
| IMAS | 17.–5. Apr 2019    | 34,8 % | 27,1 % | 27,1 % | 26,8 % | 6,1 %  | 2,7 % | 1,3 %  | 1,3 %  |
| Wahl 2019 | 24. Feb 2019       | 31,2 % | 26,9 % | 26,9 % | 23,6 % | 8,3 %  | 3,8 % | 3,0 %  | 3,4 %  |

## Ergebnisse

### Gesamtergebnis
| Partei                                          | Partei | Stimmen   | Stimmen | Sitze    | Sitze         |
| Partei                                          | Partei | Zahl      | in %    | Zahl     | +/-           |
| ----------------------------------------------- | --- | --------- | ------- | -------- | ------------- |
|                                                 | Partidul Acțiune și Solidaritate (PAS) | 774.753   | 52,80   | 63       | ▲ 48          |
|                                                 | Blocul electoral al Comuniștilor și Socialiștilor (BeCS) Partidul Socialiștilor din Republica Moldova (PSRM) Partidul Comuniștilor din Republica Moldova (PCRM) | 398.675   | 27,17   | 32 22 10 | ▼ 3 ▼ 13 ▲ 10 |
|                                                 | Partidul ȘOR (PȘ) | 84.187    | 5,74    | 6        | ▼ 1           |
|                                                 | Blocul electoral „Renato Usatîi“ (BERU) | 60.100    | 4,10    | 0        | –             |
|                                                 | Partidul Platforma Demnitate și Adevăr (PPDA) | 34.184    | 2,33    | 0        | ▼ 11          |
|                                                 | Partidul Democrat din Moldova (PDM) | 26.545    | 1,81    | 0        | ▼ 30          |
|                                                 | Partidul Democrația Acasă (PDA) | 21.257    | 1,45    | 0        | –             |
|                                                 | Partidul Acasă Construim Europa (PACE) | 18.781    | 1,28    | 0        | –             |
|                                                 | Partidul Acțiune Comune – Congresul Civic (CC) | 11.269    | 0,77    | 0        | –             |
|                                                 | Alianța pentru Unirea Românilor (AUR) | 7.216     | 0,49    | 0        | –             |
|                                                 | Partidul Unității Naționale (PUN) | 6.646     | 0,45    | 0        | –             |
|                                                 | Partidul Dezvoltării și Consolidării Moldovei (PDCM) | 6.315     | 0,43    | 0        | –             |
|                                                 | Mișcarea Politică „Speranța-Nadejda“ (MPSN) | 2.814     | 0,19    | 0        | –             |
|                                                 | Unabhängiger (Veaceslav Valico) | 2.514     | 0,17    | 0        | ▼ 3           |
|                                                 | Partidul Schimbării (PS) | 2.452     | 0,17    | 0        | –             |
|                                                 | Partidul Puterea Oamenilor (PPO) | 1.613     | 0,11    | 0        | –             |
|                                                 | Partidul Oamenilor Muncii (POM) | 1.467     | 0,10    | 0        | –             |
|                                                 | Partidul Legii și Dreptății (PLD) | 1.444     | 0,10    | 0        | –             |
|                                                 | Partidul NOI (PN) | 1.431     | 0,10    | 0        | –             |
|                                                 | Partidul Regiunilor din Moldova (PRM) | 1.264     | 0,09    | 0        | –             |
|                                                 | Partidul Verde Ecologist (PVE) | 1.202     | 0,08    | 0        | –             |
|                                                 | Partidul Patrioții Moldovei (PPM) | 892       | 0,06    | 0        | –             |
|                                                 | Noua Opțiune Istorică (NOI) | 197       | 0,01    | 0        | –             |
| Gesamt                                          | Gesamt | 1.467.216 | 100,00  | 101      | ▬             |
| Gültige Stimmen                                 | Gültige Stimmen | 1.467.216 | 99,29   |          |               |
| Ungültige Stimmen                               | Ungültige Stimmen | 10.358    | 0,71    |          |               |
| Abgegebene Stimmen                              | Abgegebene Stimmen | 1.477.574 | 100,00  |          |               |
| Anzahl der Wahlberechtigten und Wahlbeteiligung | Anzahl der Wahlberechtigten und Wahlbeteiligung | 3.287.140 | 48,41   |          |               |
| Quelle: Wahlkommission der Republik Moldau      | |           |         |          |               |